# سوپرمن: بدون مرز
سوپرمن: بدون مرز (انگلیسی: Superman: Unbound) یک فیلم پویانمایی در سبک ابرقهرمانی است که در سال ۲۰۱۳ منتشر شد. از بازیگران آن می‌توان به مت بامر، جان نوبل، استانا کاتیک، و مالی کوئین اشاره کرد.

## داستان
حدود ۱۲ سال می گذرد که مردم شهر متروپلیس ، به باور این رسیده اند که سوپرمن تنها و اصلی ترین قهرمان آن ها است . همچنین به دلیل حضور درخشان سوپرمن در شهر متروپلیس ، کمتر مشکلی می تواند باعث ایجاد مزاحمت برای مردم بشود . اما در یکی از روز های آرام ، سفینه ای به صورت عجیبی در مرکز شهر متروپلیس فرود می آید . این موضوع سوپرمن را به خود جذب می کند . او متوجه می شود سفینه ای که به طور مرموز در سقوط کرده است ، از سیاره ی کریپتون است . همچنین ناگهان دختر نوجوانی از او بیرون می آید که لباس هایی به شکل لباس های سوپرمن داشت . آنها متوجه می شوند که با یکلیگر دختر عمو و پسر عمو هستند . برای همین سعی می کنند با آشنایی اشان نسبت به هم کنار بیایند . اما هرچه بیشتر می گذشت ، آنها بیشتر سر ناسازگاری می زدند . کمی بعد ، وقتی آنها تصمیم گرفتند به صورت دونفره از شهر متروپلیس محافظت کنند ، دختر عموی سوپرمن ، با تبدیل شدن به یک ابرقهرمان ، هویتی به اسم سوپرگرل برای خود ساخت . سوپرمن و سوپرگرل ، ناجیان بسیار پسندیده ای برای شهر متروپلیس بودند ؛ چندی نگذشته بود که مردم دوباره در آرامش بودند ، اما ناگهان یک موشک لیزری و بسیار بزرگ به شهر متروپلیس آمد . او برای یک موجود فضایی بود . یک موجود فضایی به اسم برینیاک که هدفی جز نابودی کره زمین نداشت . او کنترل تمام جهان را با استفاده از وسایل فوق پیشرفته اش به دست گرفت . اما با همکاری مسالمت آمیز سوپرمن و سوپرگرل شهر به وضعیت قبلی برگشت و البته برینیاک شکست خورد .

## شخصیت ها
- سوپرمن
- سوپرگرل
- برینیاک
- لوئیس لین
- جیمی اولسن
- مارتا کنت